# Limoeiro de Anadia
Limoeiro de Anadia est une municipalité brésilienne dans l'État de l'Alagoas.